# Cooperella atlantica
Cooperella atlantica är en musselart som beskrevs av Alfred Rehder 1943. Cooperella atlantica ingår i släktet Cooperella och familjen Petricolidae. Inga underarter finns listade i Catalogue of Life.